# Gaetano Agazzi
Gaetano (de Bergame) Agazzi, auch Gajetan Agazzi, (* um 1730; † nach 1800) war ein italienischer Cellist und Komponist.

## Leben
Gaetano Agazzi wurde um 1730 geboren. Er wuchs in Mailand auf und wurde zum Cellisten ausgebildet. Als reisender Virtuose gelangte er wahrscheinlich in den 1770ern nach Amsterdam, wo auch sein Opus 1 verlegt wurde. Am 17. Dezember 1776 gab er in ’t Wapen van Amsterdam sein erstes Konzert. Von 1795 bis 1800 spielte er im Orchester der Societé Felix Meritis in Amsterdam. 1798 führte er mit den Cellisten Helken, Calmus und Meyer eine Sonate für vier Violoncelli auf. 1777 wurde er Mitglied der Loge La Bien Aimée in Amsterdam.

## Werke (Auswahl)
- Sechs Sonaten für Violoncello und Bass op. 1, gedruckt  bei Markordt in Amsterdam um 1785, Widmung an Burman de Mathod (Digitalisat)
  - Sonate Nr. 1 C-Dur: I Allegretto II Largo Assai II Rondo Andante
  - Sonata Nr. 2 in G-Dur: I Allegro Moderato II Largo II Rondo Andante
  - Sonata Nr. 3 in A-Dur: I Allegro non troppo II Largo Assai III Menuetto con Variationi
  - Sonata Nr. 4 in D-Dur: I Allegro Comodo II Largo Assai III Allegro Assai
  - Sonata No. 5 in B-Dur: I Largo Assai II Rondo Comodo
  - Sonata Nr. 6 in Es-Dur: I Allegro Moderato II Largo Assai III Rondo Presto, gedruckt 1964 in Padua bei Guglielmo Zanibon, herausgegeben von Ettore Bonelli, Violoncellostimme revidiert von Benedetto Mazzacurati OCLC 7234438
- Zehn Violoncellosonaten, handschriftlich im Konservatorium in Mailand überliefert